# Microsorum fortunei
Microsorum fortunei är en stensöteväxtart som först beskrevs av Moore, och fick sitt nu gällande namn av Ren-Chang Ching. Microsorum fortunei ingår i släktet Microsorum och familjen Polypodiaceae. Inga underarter finns listade.

## Bildgalleri

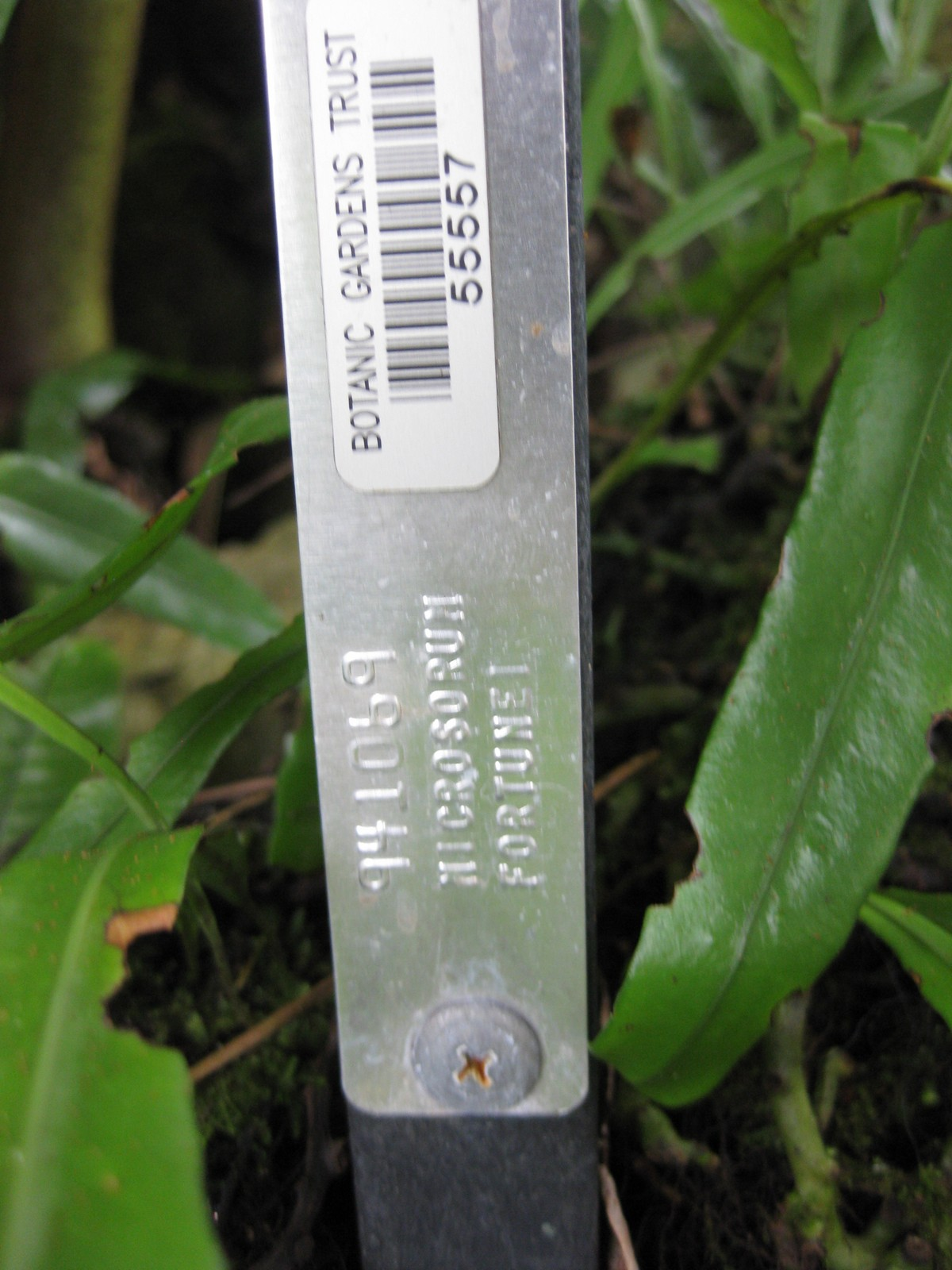
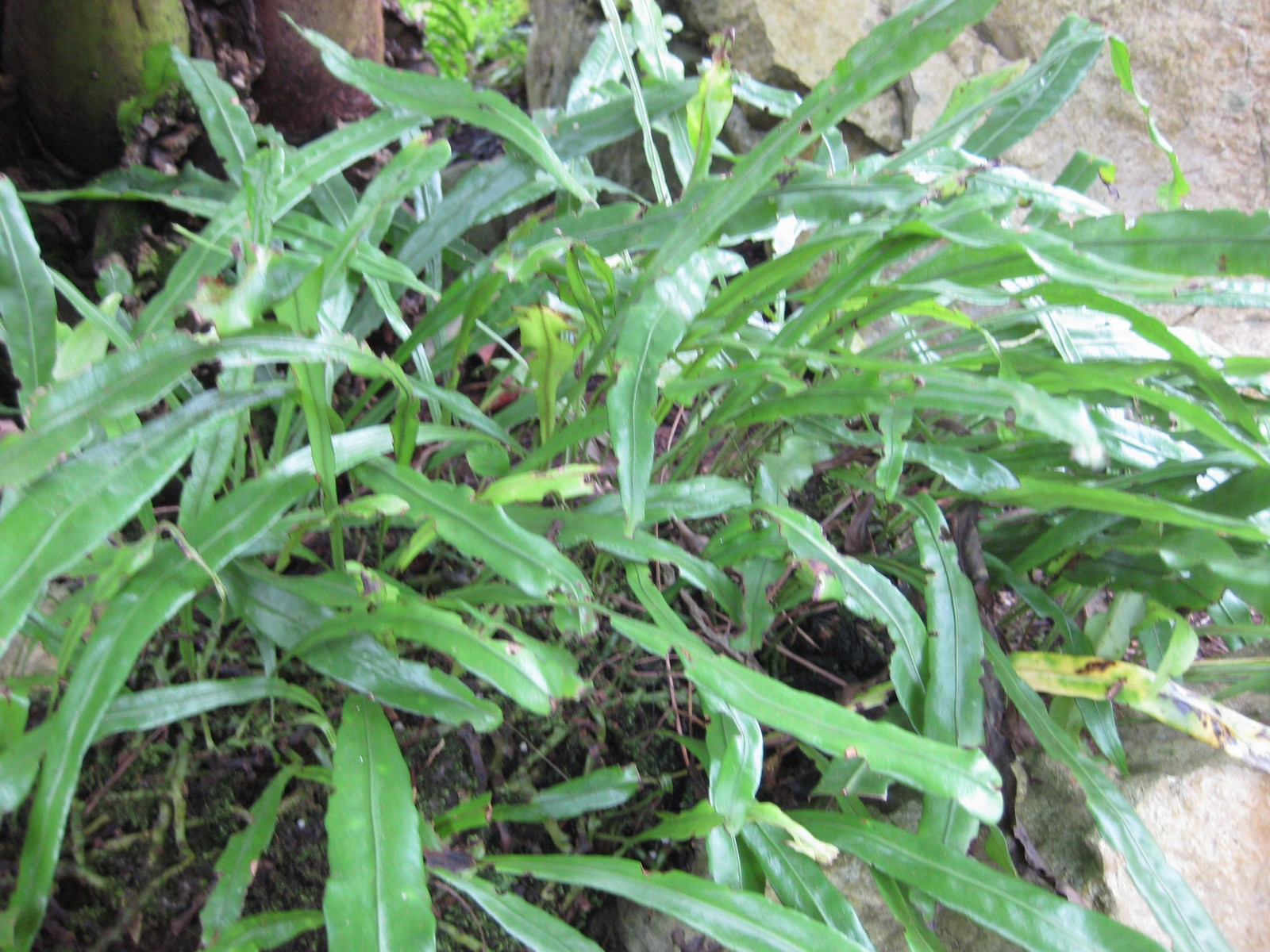